# 실 전화기

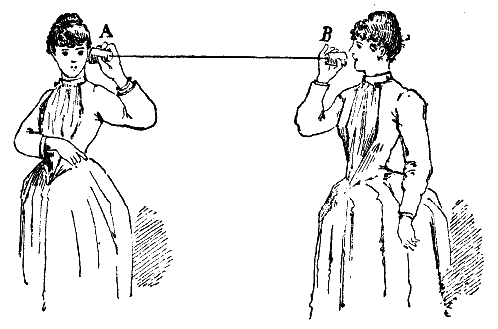
19세기 깡통 전화기 또는 연인 전화기

실전화기 또는 깡통 전화기는 양 끝에 깡통이나 종이컵을 놓고, 그 사이를 팽팽한 줄이나 철사로 이은 소리를 전달하는 물건이다. 기계식 통신의 한 종류로 소리는 두 깡통이나 종이컵 사이를 잇는 매질인 줄이나 철사를 지날 때 진동으로 바뀌었다가 다시 끝에서 소리로 바뀌어 들리게 된다.

## 역사

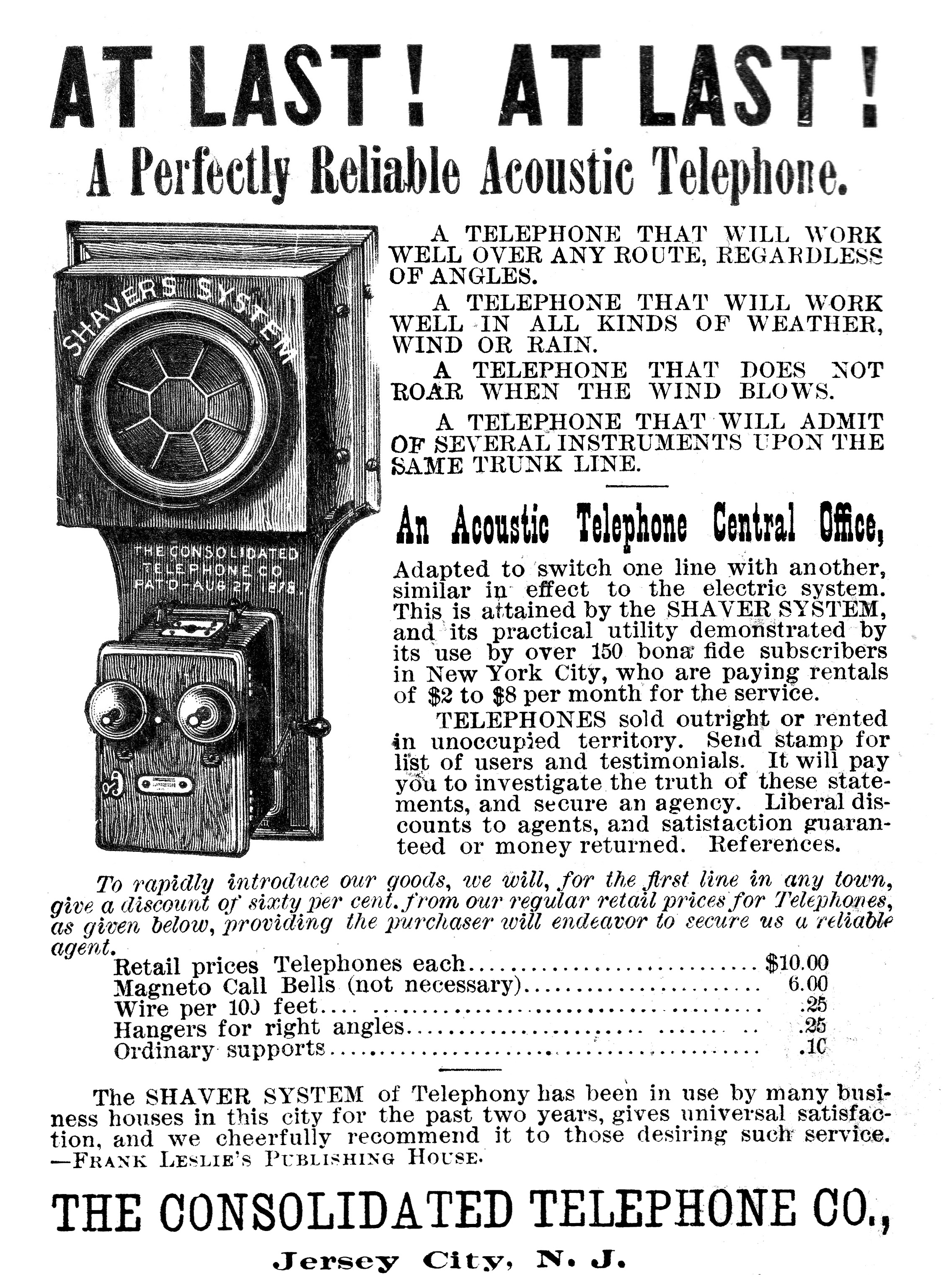
음향식 전화기의 1886년 광고

전자식 전화기가 발명되기 전에는 통상적인 대화 거리보다 먼 곳까지 말이나 음악을 전달하는데는 기계식 음향 장치가 사용되었다. 가장 초기의 기계식 전화기는 전성관이나 다른 매질을 이용한 물건이었고, 선을 이용한 초창기의 방식은 영국의 물리학자이자 박식가인 로버트 훅이 1664년부터 1685년까지 실험을 진행하였다.
1664년부터 1665년까지 훅은 팽팽한 끈을 사용해 소리 전달을 실험하였다. 음향식 끈 전화기는 1667년 훅이 고안한 것으로 본다.
매우 유사한 음향식 깡통 전화기, '연인의 전화'도 수세기 동안 알려져 왔다. 두 개의 진동판을 팽팽한 끈이나 철사로 연결하는데, 이것은 (변조 전류가 아니라) 기계적인 진동에 의해 소리를 한 쪽에서 다른 쪽으로 전달한다. 종이컵 두 개, 금속 깡통, 플라스틱 병 바닥에 끈을 팽팽하게 고정시켜 만든 어린이 장난감은 기계적인 전화기의 고전적인 예시이다.
짧은 기간 동안 음향식 전화기는 전자식 전화기와 달리 특허권이 없었기 때문에 전자식 전화기의 틈새시장에서 상업적으로 판매되었다. 그러나 알렉산더 그레이엄 벨의 전화 특허가 만료되고 수십 개의 새로운 전화 회사가 시장에 등장하자 음향식 전화 제조업체들은 상업적으로 경쟁이 되지 않아 폐업했다. 최대 범위는 제한적이었지만, 수 백개의 기술적 혁신(300여개의 특허)으로 이상적인 조건에서는 약 800m까지 가능했다. 메사추세츠 주의 레무엘 멜렛이 소유했던 '펄션 전화 공급 회사'는 1888년 철도 우측에 설치하여 약 3마일(4.8km)의 범위까지 가능했던 것으로 알려져 있다.
깡통이나 종이컵이 보급되기 수세기 전에도 다양한 재질의 컵을 사용한 이것은 "연인들의 전화"라고 불려왔다. 20세기 내내 어린이들에게 소리의 진동에 대한 교육 용도로 유치원과 초등학교에서 널리 사용되었다.

## 원리

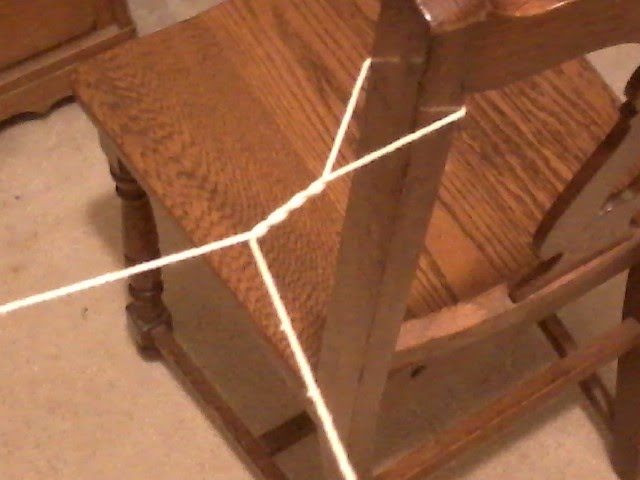
꼬인 루프를 사용해서 끈의 방향을 바꾼 예시

음파는 사람의 말이나 다른 소리에 반응하여 공기가 진동하면서  생성된다. 듣는 사람의 귀는 이러한 음파를 수집하여, 신경충격으로 변환하는데, 이것을 뇌가 소리로 해석한다. 일반적으로 말은 공기로 전달되지만, 실전화기에서는 컵과 끈을 거치게 된다.
끈이 팽팽하게 당겨지고 한 쪽에서 캔에 대고 말할 때, 캔 바닥이 진동판으로  작용하여, 음파를 장력으로 바꾸는 기계적 진동으로 변한다. 이 장력의 변화는 두번째 캔으로 향하는 종파를 만들어내고, 두번째 캔의 아랫 부분에서 다시 진동으로 바뀌어 소리를 재현한다.
신호가 모퉁이를 돌 수 있는 방법은 두 가지가 있다. 첫번째 방법은 끈에 꼬인 고리를 만들어 다른 물체에 고정하는 방법이다. 또 다른 방법은 모퉁이 부분에 여분의 캔 두개를 통해 주변 물체와 닿지 않고, 캔의 밑부분을 통해서만 통과하도록 하는 방법이다.

## 같이 보기
- 전성관